# Eglon
Eglon (en hebreu עֶגְלוֹן) va ser una ciutat cananea a Judea, prop de Laquix.
Segons diu el Llibre de Josuè, els cinc reis amorreus, de Jerusalem, d'Hebron, de Jarmut, de Laquix i d'Eglon es van aliar i es van presentar amb els seus exèrcits davant de la ciutat de Gabaon, que havia signat la pau amb Josuè. El rei d'Eglon es deia Debir. Els cinc reis van ser vençuts i morts i Josuè va conquerir Eglon, passant "a tall d'espasa" els seus habitants. Des d'Eglon Josuè va atacar Hebron.